# 15382 Віан
15382 Віан (15382 Vian) — астероїд головного поясу, відкритий 20 вересня 1997 року.
Тіссеранів параметр щодо Юпітера — 3,599.